# 姬岛拟伊蛛
姬岛拟伊蛛（学名：Pseudicius himeshimensis）为跳蛛科拟伊蛛属的动物。分布于日本以及中国大陆的广西等地。该物种的模式产地在日本。